# Thalassochernes
Thalassochernes är ett släkte av spindeldjur. Thalassochernes ingår i familjen blindklokrypare.
Kladogram enligt Catalogue of Life:
| Thalassochernes | \| \| Thalassochernes kermadecensis \| \| \| \| \| \| Thalassochernes taierensis \| \| \| \| |
|                 | \| \| Thalassochernes kermadecensis \| \| \| \| \| \| Thalassochernes taierensis \| \| \| \| |
|                 | Thalassochernes kermadecensis                                                                |
|                 |                                                                                              |
|                 | Thalassochernes taierensis                                                                   |
|                 |                                                                                              |